# Szymki (województwo podlaskie)
Szymki – wieś w Polsce położona w województwie podlaskim, w powiecie białostockim, w gminie Michałowo.
Wieś jest siedzibą sołectwa Szymki w skład którego wchodzą: Szymki, Budy i Bachury.
Wieś królewska położona była w końcu XVIII wieku w starostwie niegrodowym jałowskim w powiecie wołkowyskim województwa nowogródzkiego.
W latach 1975–1998 miejscowość administracyjnie należała do województwa białostockiego. W latach 1973–1976 wieś była siedzibą gminy Szymki.
Wierni kościoła rzymskokatolickiego należą do parafii Przemienienia Pańskiego w Jałówce, a prawosławni do parafii Podwyższenia Krzyża Świętego w Jałówce.